# Shūnan
Shūnan (jap. 周南市 Shūnan-shi) – miasto w Japonii, w prefekturze Yamaguchi, w południowo-zachodniej części wyspy Honsiu (Honshū). Jest to port nad Morzem Wewnętrznym.

## Położenie
Miasto leży we wschodniej części prefektury i graniczy z miastami:
- Iwakuni
- Hōfu
- Hikari
- Kudamatsu
- Yamaguchi

## Miasta partnerskie
- Holandia: Delfzijl
- Australia: Townsville
- Brazylia: São Bernardo do Campo